# Ève Heinrich
Ève Heinrich est une réalisatrice française.

## Biographie
Ève Heinrich est diplômée de la Fémis (département « son », promotion 1992).

## Filmographie
- 2004 : Marie et le Loup
- 2007 : Le Bout du tunnel (documentaire)